# Peppermint (Künstlerin)

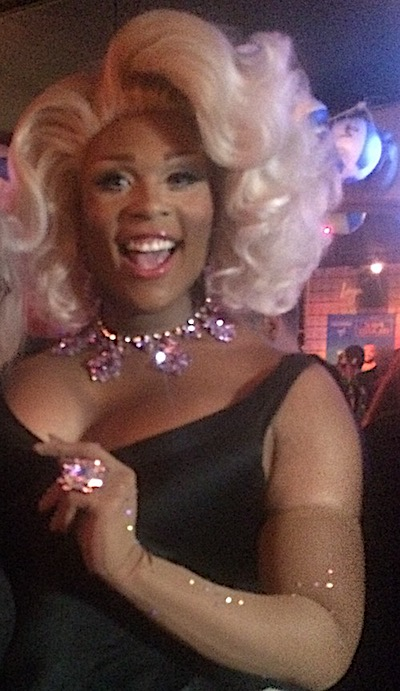
Peppermint bei einer Veranstaltung 2017

Peppermint (geboren 31. Januar 1980 in Hershey), auch Miss Peppermint genannt, ist eine US-amerikanische Dragqueen, Sängerin und Schauspielerin. Sie wurde vor allem durch ihre Teilnahme an der neunten Staffel von RuPaul’s Drag Race bekannt, bei der sie den zweiten Platz belegte, sowie für ihre Hauptrolle als Pythio im Broadway-Musical Head Over Heels, das auf einem Drama von Philip Sidney basiert, Musik und Lieder stammen dabei von den Go-Go’s.

## Leben
Peppermint wurde in Hershey im US-Bundesstaat Pennsylvania geboren und wuchs sowohl dort als auch in Wilmington im Staat Delaware auf. Bereits als Kind trat sie künstlerisch in Erscheinung, so war sie an der Opera Delaware, dem Delaware Children’s Theatre und der The Brandywiners Community in Wilmington als Schauspielerin tätig. An der Wilmington High School trat sie ebenfalls der Theatergruppe bei und war auch Mitglied im Cheerleading-Team. An der High School wurde Peppermint laut eigenen Angaben Opfer von Mobbing durch Mitschüler, wobei es auch zu einem gegen sie gerichteten körperlichen Angriff kam.
Peppermint ist eine Transfrau. 2012 unterzog sie sich in ihrer Heimatstadt New York City einer geschlechtsangleichenden Maßnahme. Sie äußerte sich 2016 in einer Episode von The Daily Show in einem Interview zusammen mit anderen Transpersonen erstmals öffentlich über ihre Geschlechtsidentität, in dieser ging es unter anderem um transphobe Gewalt in den Vereinigten Staaten sowie in vielen US-Bundesstaaten eingeführte Regelungen, wonach Transpersonen nur die Toiletten ihres nativ biologischen Geschlechts verwenden dürfen.

## Karriere

### Dragqueen
Nach dem High-School-Abschluss zog Peppermint 1998 für ein Studium im Fach Musiktheater an der American Musical and Dramatic Academy nach New York. Dort erhielt sie eine Stelle im bekannten Nachtclub Tunnel. Sie moderierte dort Kurfew, eine stets Samstag stattfindende Veranstaltung, bei der die Teilnehmenden zu Trance- und Techno-Musik auftreten, dabei tanzte und sang Peppermint auch selbst im Club. Peppermint wurde so schnell in der New Yorker Club-Szene bekannt, in der sie fortan oft als Dragqueen engagiert wurde.

2010 war Peppermint in der Webserie Queens of Drag: NYC zu sehen. Diese war eine Reality-Dokumentation über bekannte Dragqueens aus New York, unter anderem wurde in dieser auch der Alltag von Bianca Del Rio und Lady Bunny beleuchtet.

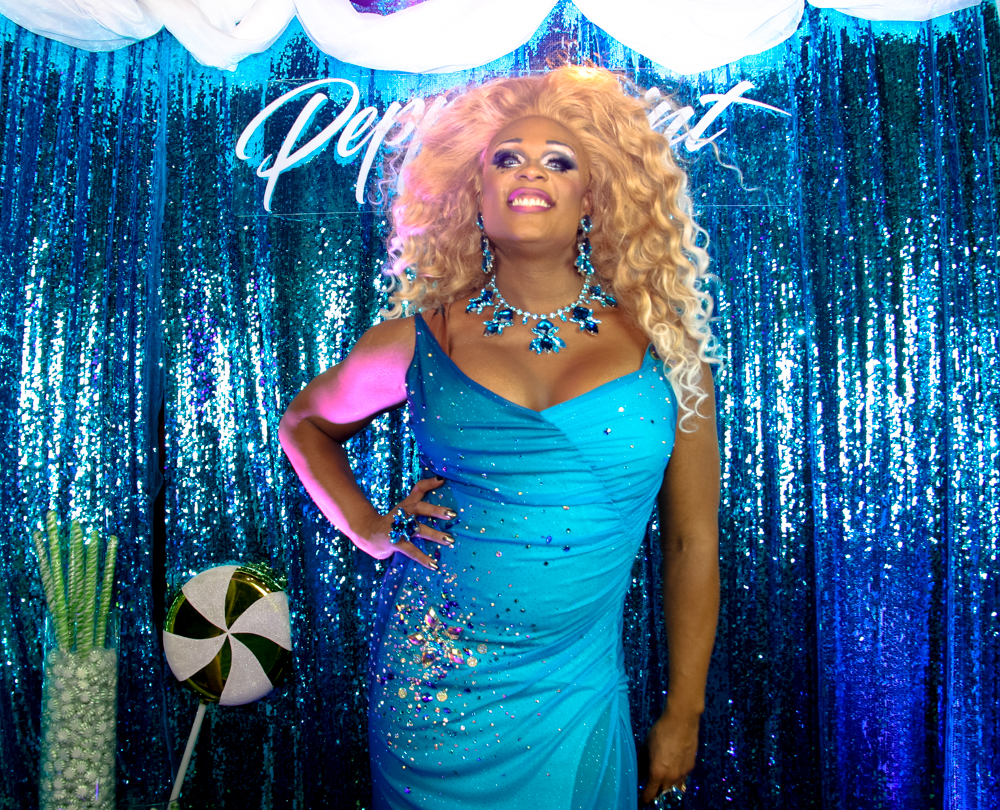
Peppermint auf der Dragcon 2017

Am 2. Februar 2017 wurde Peppermint neben 13 weiteren Kandidatinnen als Teilnehmerin der neunten Staffel von RuPaul’s Drag Race angekündigt. Sie war dabei die erste transgeschlechtliche Teilnehmerin der Sendung, die bereits vor den Dreharbeiten ihr Coming-out hatte. Sie gewann eine der zwölf Challenges genannten Hauptaufgaben, dies war ein im Hauptteil gegen die Jurorin Michelle Visage gerichteter Roast. In der sechsten und elften Folge befand sich Peppermint unter den letzten Zwei, konnte durch einen Sieg im Lipsync-Singen aber ein frühzeitiges Ausscheiden verhindern. Ihre Lipsync-Darbietungen wurden von Zuschauenden positiv aufgenommen, weswegen sie den Spitznamen Lipsync Assassin erhielt. Diesen bekommen stets Kandidatinnen, die bei Lipsyncs durch besonders gute Leistungen auffallen. Peppermint erreichte schließlich das Finale am 23. Juni, sie verlor dabei den letzten Lipsync gegen Sasha Velour und wurde somit Zweitplatzierte. Im selben Jahr fungierte Peppermint in einer Folge der 14. Staffel von America’s Next Top Model als Drag-Double der Moderatorin Tyra Banks.
Im März 2020 trat Peppermint zusammen mit Bob the Drag Queen, Monique Heart, Shea Couleé und The Vixen auf der von Bebe Zahara Benet, der ersten Drag Race-Gewinnerin, erdachten Nubia Tour auf. Bei dieser präsentieren afroamerikanische Dragqueens Darbietungen in den Bereichen Gesang, Gruppen-Choreografien, Video-Installationen, Lipsyncs und Performance-Kunst. Die erste Vorstellung in New York City wurde von Kritikern positiv bewertet, die restlichen fanden vor ausverkauften Rängen statt. Aufgrund dieses Erfolgs sollte Nubia auch in Los Angeles und weiteren Großstädten Halt machen, die Tour musste aber wegen der COVID-19-Pandemie vorerst pausieren. Am 14. Juni wurden Peppermint und Bob the Drag Queen als Moderatorinnen der Black Queer Town Hall angekündigt. Die Veranstaltung, die in Kooperation mit der Gay and Lesbian Alliance Against Defamation und der New York Pride entstand, fand vom 19. bis 21. Juni online statt und würdigte die afroamerikanische LGBT-Gemeinschaft. Bei dieser traten Künstler bei sich zu Hause auf und diskutierten gemeinsam über gesellschaftliche und politische Themen, zudem wurde ein Spendenkonto für die Black-Lives-Matter-Bewegung errichtet. Gäste der Veranstaltung waren unter anderem Laverne Cox, Alex Newell und MJ Rodriguez.
Seit Juni 2021 ist Peppermint in der Sendung Call Me Mother auf OUTtv zu sehen. Sie fungiert darin zusammen mit ihren Kolleginnen Crystal und Barbada de Barbades als Mentorin für aufstrebende Dragqueens. Die Teilnehmerinnen werden jeweils acht Wochen lang betreut und treten anschließend in einem Wettstreit für ein Preisgeld in Höhe von 50.000 Dollar sowie den Titel First Child of Drag gegeneinander an.

### Sängerin
2005 nahm Peppermint das Lied Servin’ It Up für ein Mixtape des Komikers und Musikers Jonny McGovern auf, welches sie 2006 als ihre erste Single veröffentlichte. Am 16. September 2009 erschien Peppermints selbst veröffentlichtes Debüt-Album Hardcore Glamour, neben Servin’ It Up hatte sie auch dessen Single Thought Ya Knew bereits einige Jahre vorher herausgebracht.
2010 nahmen Peppermint und ihre Kollegin Sherry Vine zusammen Make Me Moan auf, eine Parodie des Lieds Telephone von Beyoncé und Lady Gaga. Nachdem sich das dazugehörige Musikvideo im Internet viral verbreitete, produzierte Peppermint weitere Parodien, unter anderem 21/12 (212 von Azealia Banks).
Am 3. April 2017 veröffentlichte Peppermint eine EP mit dem Titel Sugar & Spiked, diese bestand aus sechs Remixen von Liedern, die Peppermint in vorherigen Jahren bereits interpretiert hatte. Einige Tage später kam Peppermints Cover von George Michaels Too Funky zu Ehren des im Dezember 2016 gestorbenen Sängers auf, im dazugehörigen Musikvideo wirkte unter anderem Shea Couleé mit. Am 21. Juni wurde Peppermint zweites Album Black Pepper veröffentlicht.
Am 10. März 2018 kam Peppermints zweite EP Blend heraus, die aus drei Liedern bestand. 2019 war Peppermint bei der Single I Call Shade ihrer Kollegin Trinity the Tuck zu hören. Im selben Jahr moderierte sie erstmals gemeinsam mit dem Rapper Cazwell, mit sie bereits für Blend zusammenarbeitete, den Podcast It’s a Mess.

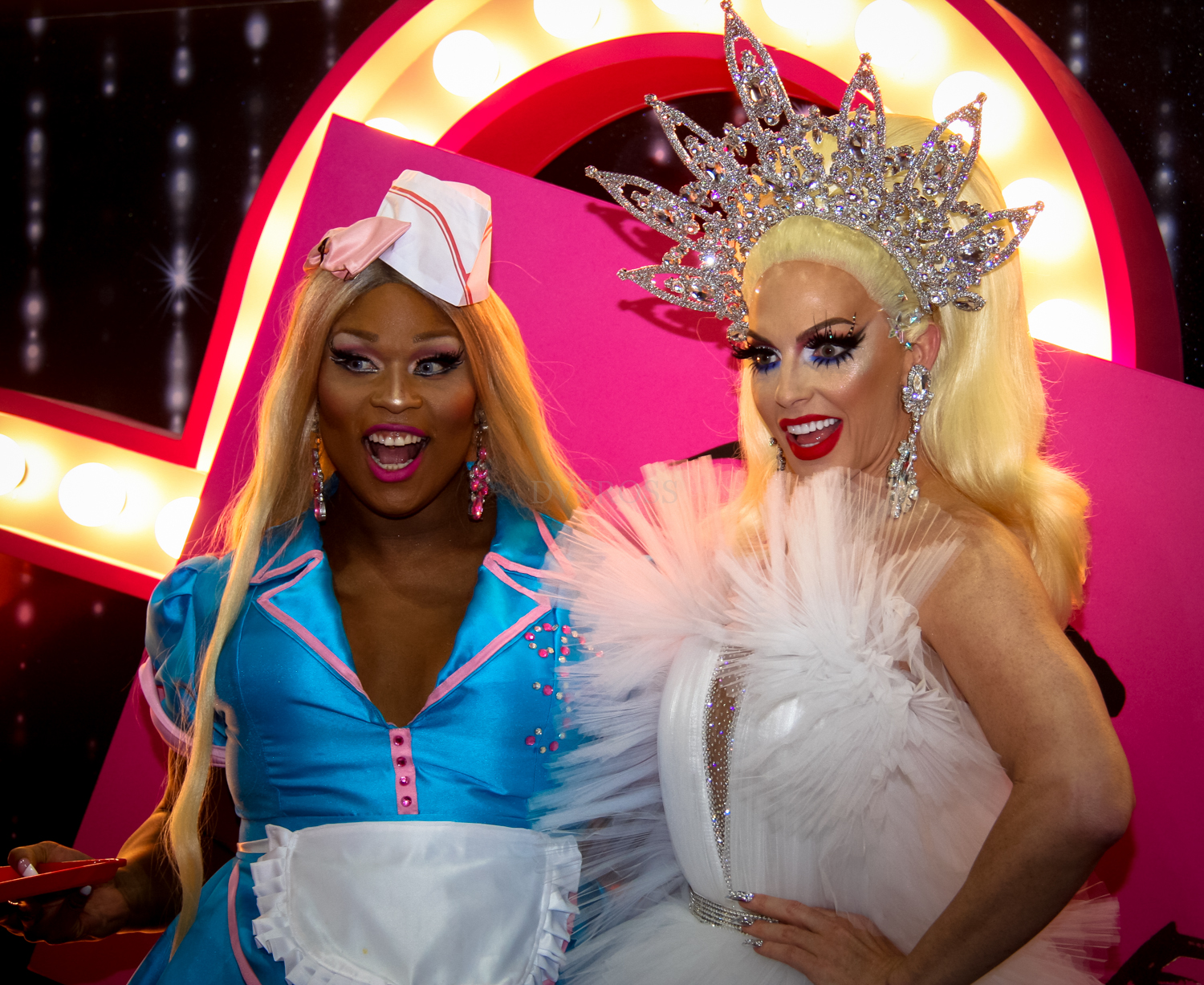
Peppermint und Alyssa Edwards auf der DragCon 2019

Im Februar 2020 verkündete Peppermint, an einem dritten Album zu arbeiten, dessen Lead-Single What You’re Looking For im selben Monat veröffentlicht wurde. Am 28. August erklärte Peppermint in einem Interview mit Entertainment Tonight, dass das Album aus drei EPs bestehen wird. Eigentlich sollte ein normales Album im Mai rauskommen, musste aber wegen der COVID-19-Pandemie verschoben werden. Die erste der EPs mit dem Titel A Girl Like Me: Letters to My Lovers erschien am 16. Oktober, wobei die Lead-Single Best Sex bereits zwei Wochen davor veröffentlicht wurde. Die EPs fokussiert sich laut der Künstlerin auf ihre transgeschlechtliche Identität, die Bewegung Black Lives Matter, die Situation von afroamerikanischen und Transpersonen sowie weitere soziale Themen in den Vereinigten Staaten. Peppermint gab zudem an, dass für die weiteren EPs Zusammenarbeiten mit verschiedenen Künstlern geplant sind, unter anderem mit Matt Katz-Bohen, der seit 2008 für Blondie als Keyboarder fungiert. Für A Girl Like Me: Letters to My Lovers erhielt Peppermint 2021 bei den GLAAD Media Awards eine Nominierung in der Kategorie Bester Sänger / Beste Sängerin.
Am 22. April 2022 erschien Peppermints dritte EP Moment of Weakness: Letters to My Lovers.

### Schauspielerin
Im Jahr 2018 feierte Peppermint ihr Debüt als Darstellerin am Broadway, wobei sie als erste Transfrau eine Hauptrolle an diesem Theater verkörperte. Head Over Heels basiert lose auf dem Drama The Countess of Pembroke’s Arcadia von Philip Sidney, die Lieder stammen alle aus dem Katalog der Go-Go’s. Es handelt vom Königreich Arcadia, das dank einer mysteriösen Macht, dem Beat, floriert. Eines Tages verkündet Pythio, das neue Orakel des Königspaars, dass das Königreich zu steif auf Traditionen beharrt und den Beat verliert, wenn sich vier bestimmte Prophezeiungen erfüllen, die sich aber umgehen ließen. Im Laufe der Handlung hinterfragen schließlich mehrere Figuren, während sie das Eintreten der Prophezeiungen verhindern wollen, mit Pythios Hilfe ihre persönlichen Moralvorstellungen und lernen, anderen gegenüber tolerant zu sein, weitere Charaktere finden dank Pythio zueinander, was ihnen vorher wegen ihrer Verpflichtung gegenüber gängigen Konventionen in Arcadia nicht möglich war.
Im Juni fanden erstmals Voraufführungen des Stücks statt, das am 26. Juli am Hudson Theatre zum ersten Mal gespielt wurde. Es erhielt gemischte Kritiken, so äußerte sich Greg Evans von Deadline negativ über die vorhersehbare Handlung, selbst Peppermints Figur ähnle zu sehr welchen, die schon in Kinky Boots sowie Priscilla – Königin der Wüste vorkamen und sei letztlich nicht mehr als eine extravagante, divenhafte Version eines Magical Negro. Kelly Connolly lobte dagegen in Entertainment Weekly die überraschenden Wendungen sowie den leichtfüßigen Humor der Handlung, das gesamte Ensemble spiele charismatisch und schlachte jeden Moment im Rampenlicht perfekt für sich aus, Peppermints Figur beschrieb sie dabei als himmlisch und eindrucksvoll.
Obgleich sich Ben Brantley, Chef-Theaterkritiker der The New York Times, positiv über Peppermint äußerte, indem er sie als souverän, eifrig und natürlichstes Ensemblemitglied beschrieb, wurde seine Rezension heftig kritisiert. Pythio identifiziert sich als nichtbinär und verwendet im Stück mehrmals die neutralen Geschlechtspronomen they/them, was bei nichtbinären Personen im englischsprachigen Raum üblich ist. Brantley benutzte in einem Satz in Bezug auf Pyhtio das weibliche Pronomen she, was er anschließend ironisch korrigierte. Weil dies von Lesenden scharf kritisiert wurde, veröffentlichte die Zeitung eine bearbeitete Version der Kritik, Brantley entschuldigte sich öffentlich. Er habe niemanden verletzen und respektlos sein wollen, sondern versucht, die lockere Atmosphäre des Stücks widerzuspiegeln, zudem sei dies auch eine Anspielung auf eine Szene gewesen, in der eine Figur lernt, Pythio mit den korrekten Pronomen anzusprechen.
Head over Heels lief insgesamt 32 Wochen lang am Broadway. Am 6. Januar 2019 wurde das Musical nach 188 normalen Aufführungen und 37 Voraufführungen wegen niedriger Kartenverkäufe zum letzten Mal gespielt, da die Einspielergebnisse die Produktionskosten nicht decken konnten. Vorher wurde am 12. Oktober 2018 ein digitales Album mit den Liedern des Stücks von Sony Music Entertainment veröffentlicht, auf dem alle Ensemblemitglieder erneut zu hören waren, eine CD folgte am 9. November.
Peppermint fungiert auch gelegentlich als Schauspielerin in Fernsehserien, so stand sie 2018 zusammen mit ihrer Kollegin Jiggly Caliente in einem Sketch von Saturday Night Live vor der Kamera, in dem die beiden als Stimmen eines Navigationssystems mit Namen GP Yass zu hören sind, am Ende des Sketches tanzen sie zusammen mit mehreren Go-go-Tänzern sowie dem von Steve Carell und Heidi Gardner gespielten Ehepaar, dem das Navi gehört. Im selben Jahr war Peppermint in zwei Folgen von God Friended Me als Vorstehende einer LGBT-freundlichen Kirchengemeinde zu sehen.
2021 war Peppermint in zwei Hörspielen zu hören. In einer Adaption von Macbeth sprach sie eine der drei Hexen, in Hot White Heist von Audible eine Frau, die eine erlesene Samenbank überfallen will.

## Filmografie (Auswahl)
- 2006: Fell – Eine Liebesgeschichte (Fur)

- 2007: CSI: NY (Fernsehserie, Episode 3x14)
- 2015: Hunting Season (Fernsehserie, Episode 2x1)

- 2017: RuPaul’s Drag Race (Fernsehsendung, Teilnehmerin Staffel 9, zweiter Platz)

- 2018: RuPaul’s Drag Race (Gastauftritt Episode 10x1)

- 2019: Pose (Fernsehserie, Episode 2x3)

- 2019: God Friended Me (Fernsehserie, zwei Folgen)

- 2019: Trixie Mattel: Moving Parts (Dokumentarfilm)

- 2020: Deputy – Einsatz Los Angeles (Deputy, Fernsehserie, Episode 1x1)
- 2021: Schmigadoon! (Fernsehserie, Episode 1x1)
- 2021: The Bitch Who Stole Christmas (Fernsehfilm)
- 2022: Fire Island